# Kill Uncle
Kill Uncle er titlen et album af den britiske sanger og sangskriver Morrissey; udgivet 4 marts 1991. Pladen er prouceret af Clive Langer og Alan Winstanley, og indspillet i slutningen af 1990 og starten af 1991. Albummet, som opnår en placering som nr. 8 på den britiske hitliste, bliver ledsaget af singlerne Our Frank og Sing Your Life, men også Pregnant For The Last Time og My Love Life, som dog ikke udgår en del af denne plade. 

## Baggrund
Albummet blev indspillet da Morrissey befandt sig i en overgangsfase. Han og produceren Stephen Street var nu gået hver til sit, og var endnu ikke begyndt at sammenarbejde med Alain Whyte og Boz Boorer; hos hvem han skulle en stærk og trofast musikalsk og venskabelig støtte. Bl.a. derfor stod Clive Langer og Alan Winstanley for produktionen, og med det meste af musikken skrevet og guitararbejdet gjort af Fairground Attractions Mark Nevin præsenterer Morrissey syngende til en ukendt musikstil. I 2007 siger Morrissey selv om tiden: "I met Boz through a mutual friend, Cathal, who sings in the group Madness. I went through a period when I saw a lot of Cathal, he was a very close friend, and he introduced me to Boz because I had done an album called "Kill Uncle" which Cathal thought was rubbish..... and he wasn't necessarily wrong. He wanted me to move away from Mark Nevin who had co-written "Kill Uncle" which I was prepared to do because I didn't actually know Mark that well. So, Cathal saw Boz as a writing partner for me, but it has obviously developed into a long and precious friendship. Boz is perfect company as well as being very funny."

## Omslaget
På omslaget vises Morrissey i en positur med åbne arme og et længslende, lidt tomt, blik under åben himmel. Vinklen er skarp og i frøperspektiv. Billedet, som er taget af fotografen Gino Sprio, er taget i Berkshire. 

## Spor
- Our Frank
- Asian Rut
- Sing Your Life
- Mute Witness
- King Leer
- Found Found Found
- Driving Your Girlfriend Home
- The Harsh Truth Of The Camera Eye
- (I'm) The End Of The Family Line
- There's A Place In Hell For Me And My Friends
- Tony the Pony (Sire/Reprise cd only)

## Eksterne links
- www.true-to-you.net,